# Heidemoor-Rindeneule
Die Heidemoor-Rindeneule (Acronicta menyanthidis), auch Fieberklee-Sumpfeule genannt, ist ein Schmetterling (Nachtfalter) aus der Familie der Eulenfalter (Noctuidae).

## Merkmale
Die Falter erreichen eine Flügelspannweite von 35 bis 38 Millimetern. Die Grundfarbe der Vorderflügel ist sehr variabel. Sie reicht von weißlichgrau über grau, dunkelgrau bis grauschwarz. Der Wurzelstrich ist kurz, aber sehr deutlich gezeichnet; auch der tornale Strich ist deutlich. Ventral des tornalen Strichs ist sehr häufig ein weißer Fleck entwickelt. Die schwarzumrandete Ringmakel ist sehr klein, ebenfalls schwarz umrandet ist die größere Nierenmakel. Die innere und äußere Querlinie sind schwarz gezeichnet und gezackt, oder auch nur durch eine Punktreihe angedeutet. Die äußere Querlinie ist zwischen dem tornalen Strich und dem Hinterrand scharf gewinkelt und springt zurück. Der Mittelschatten ist nur am Vorderrand entwickelt. Die Saumlinie ist nur durch eine Reihe von sehr feinen Punkten angedeutet. Die Fransen sind hellgrau mit schmalen interneuralen Strichen. Die Hinterflügel variieren in der Grundfarbe von hellgrau über dunkelgrau bis braungrau. Die Fransen sind weißlich. Die Unterseite der Vorderflügel ist dunkelgrau, die Unterseite der Hinterflügel hellgrau. Auf den Unterseiten beider Flügel wird die mittlere Querlinie nur angedeutet, die Unterseite des Hinterflügels weist zudem einen Diskalfleck auf. Kopf und Thorax sind in verschiedenen Grautönen gehalten.
Das Ei ist abgeflacht und etwas unregelmäßig kegelförmig. Die Oberfläche weist deutliche Längsrippen auf. Es ist zunächst hellgelb gefärbt, später wird es karminrot mit großen weißen Flecken.
Die Raupe kann braun oder schwarz gefärbt sein. Der Kopf und Halsschild sind glänzend schwarzbraun. Die deutlichen Warzen sind mit mäßig langen braunen Haarbüscheln besetzt. Auf der Seite befindet sich ein rotes Längsband, darüber sitzen die weißen Stigmen.
Die Puppe ist verhältnismäßig groß und schwarzbraun gefärbt. Die stumpfe Kremaster ist mit kurzen, dornenartigen Borsten besetzt.

### Ähnliche Arten
Die Falter der Heidemoor-Rindeneule ähneln stark der der Goldhaar-Rindeneule. Fibiger et al. (2009) geben folgende Unterschiede an:
- Bei A. auricoma ist der Mittelschatten häufig ausgebildet, während er bei A. menyanthidis auf den Vorderrand beschränkt ist
- Die Nierenmakel ist bei A. auricoma schwarz gerandet mit einem schwarzen Fleck in der Mitte
- die Ringmakel ist bei A. menyanthidis meist deutlicher als die Ringmakel von A. auricoma, die zudem oft noch einen weißen Punkt im Zentrum der Makel hat.
- A. auricoma hat einen schmalen schwarzen Strich nahe dem Hinterrand und entlang A1; dieser ist bei A. menyanthidis nicht vorhanden.
- A. auricoma hat eine mehr oder weniger deutliche Punktreihe im Saumfeld, die bei A. menyanthidis fehlt.

## Geographisches Vorkommen und Lebensraum
Die  Heidemoor-Rindeneule kommt hauptsächlich in Mittel-, Nord- und Osteuropa vor. Das Verbreitungsgebiet erstreckt sich weiter über Sibirien bis in den Russischen Fernen Osten. Im Westen sind Nordengland, Schottland und der nördliche Teils Irlands besiedelt mit einem kleinen isolierten Vorkommen in Ostengland. Auf dem Kontinent verläuft die Westgrenze der Verbreitung durch Ostfrankreich, von hier reicht ein Keil bis ins französische Zentralmassiv. Ein isolierter Nachweis liegt aus den französischen Pyrenäen vor. In Italien gibt es ein kleines isoliertes Vorkommen im westlichen Ligurien sowie in den Alpen. Die Südgrenze der Verbreitung verläuft durch Süddeutschland, Tschechien, Südpolen, die Slowakei und quer durch die Ukraine nach Russland. Südlich davon gibt es nur einige kleine isolierte Vorkommen in Tschechien und Nordrumänien sowie das bereits erwähnte, ebenfalls isolierte, größere Vorkommen in den Zentral- und Ostalpen, Österreich und Westungarn.
Die Heidemoor-Rindeneule lebt bevorzugt in feuchten Misch- und Laubwäldern, am Rande von Torfmooren und Heidemooren. In den Alpen steigt sie bis auf über 1200 m NN.

## Lebensweise
Die Heidemoor-Rindeneule bildet eine oder zwei Generationen pro Jahr, wobei die zweite Generation meist unvollständig ist. Die Falter der ersten Generation fliegen von Mai bis Juni, die Falter der unvollständigen zweiten Generation von Juli bis August. Die Falter sind nachtaktiv und kommen sowohl an künstliche Lichtquellen als auch an den Köder. Tagsüber ruhen sie auf der Rinde von Baumstämmen. Die Raupen findet man von Juni bis September. Sie sind tag- und nachtaktiv und sitzen meist frei auf den Blättern oder ihren Sitzwarten. Sie ernähren sich hauptsächlich von Arten der Gattungen Myrica, Besenheide (Calluna), Moosbeeren (Vaccinium subgen. Oxycoccus) und Heidelbeeren (Vaccinium), aber auch von Weiden (Salix) und Birken (Betula). Ebert et al. (1997) geben außerdem Eisenhutblättriger Hahnenfuß (Ranunculus aconitifolius), Sumpf-Blutauge (Comarum palustre), Pfennigkraut (Lysimachia nummularia) und Fieberklee (Menyanthes trifoliata) als Raupennahrungspflanzen an. Die Puppe überwintert.

## Gefährdung
Heidemoor-Rindeneule ist in Deutschland insgesamt stark gefährdet (Kategorie 2). In mehreren deutschen Bundesländern ist sie vom Aussterben bedroht (Kategorie 1).

## Systematik
Acronicta menyanthidis wird von Fibiger et al. (2009) zusammen mit A. auricoma, A. orientalis, A. rumicis, A. euphorbiae und A. cinerea in die Untergattung Viminia Chapman, 1890 gestellt. Weitere Arten der Untergattung kommen im Fernen Osten vor.